# Belonidae

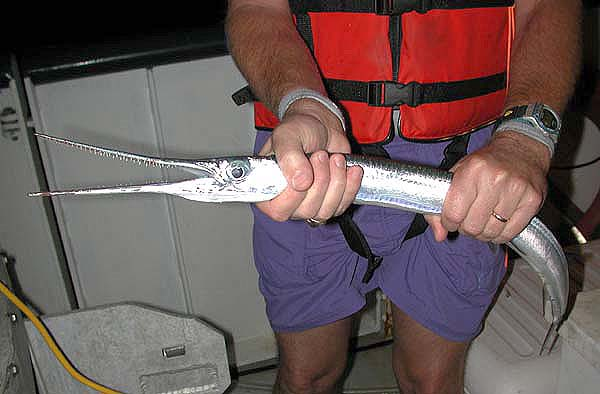
Tylosurus crocodilus.

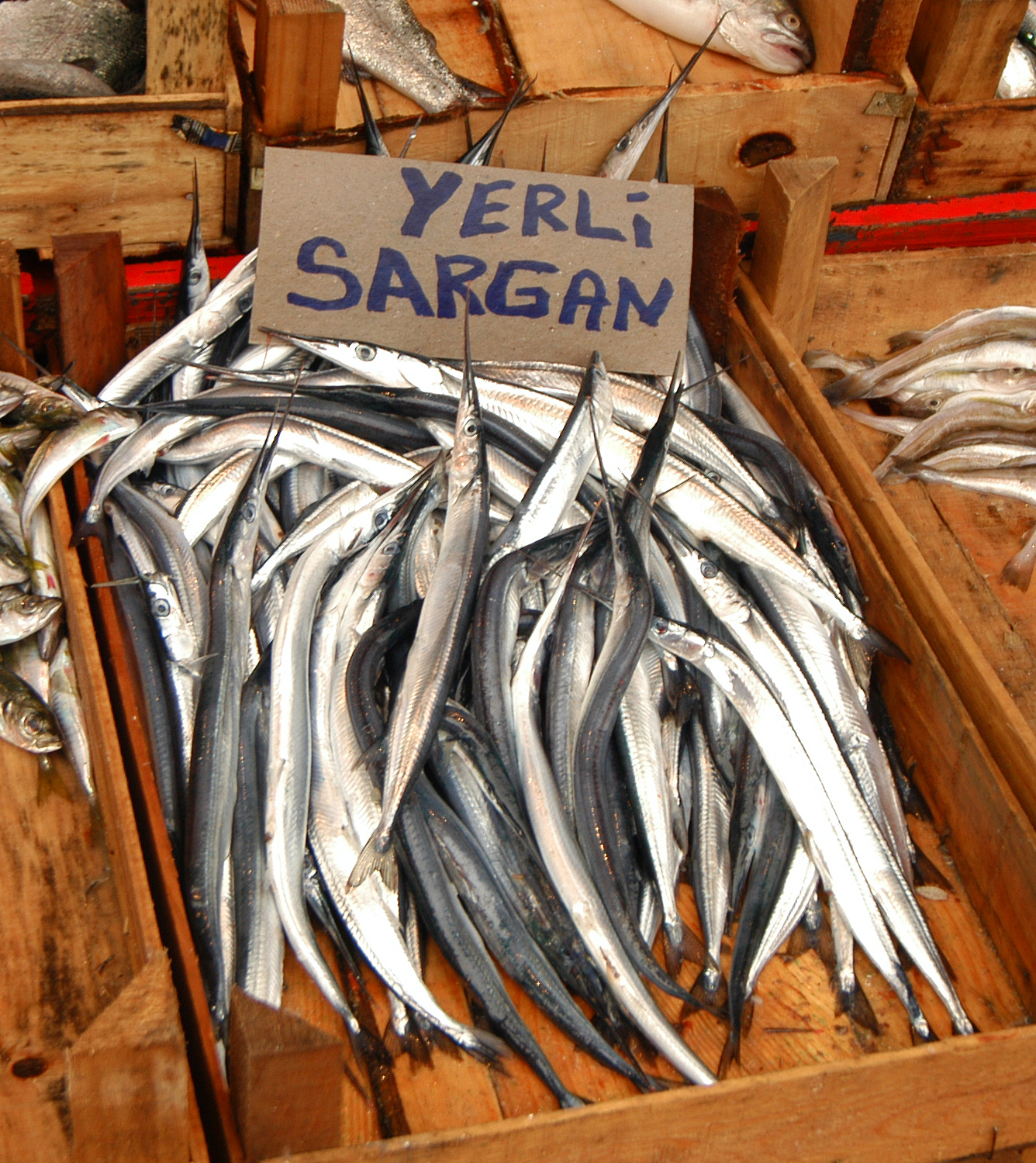
Belonidae sp.

Los agujones (Belonidae) o belónidos es una familia de peces tanto marinos como de agua dulce, incluida en el orden Beloniformes, distribuida por aguas templadas y tropicales, varios géneros restringidos a aguas dulces de Sudamérica.
Tienen el cuerpo alargado con ambas mandíbulas, superior e inferior, extendidas en un largo pico rellenado con afilados dientes —excepto en el género Belonion— fosas nasales en un pozo anterior a los ojos. Las aletas dorsal y anal se encuentran en posición posterior, las aletas pélvicas están situadas en posición abdominal y las aletas pectorales son muy cortas. La línea lateral recorre todo el cuerpo en posición ventral desde su origen en la aleta pectoral; las escamas cicloides son pequeñas y se desprenden con facilidad. Algunas especies de agua dulce no alcanzan más de 7 cm de longitud, mientras que las especies marinas pueden llegar a medir hasta 2 m.
Estos peces viven en la superficie del agua, por lo que su coloración es críptica con su forma de vida, siendo verde o azul en el lomo y blanco plateado en las partes bajas, a menudo con una banda recorriendo el lateral azul oscura o negruzca, mientras que la punta carnosa de la mandíbula inferior frecuentemente es roja o naranja.
Son carnívoros que se alimentan de pequeños peces atrapados con sus largos picos mientras nadan rápidamente, cerca de la superficie. Sus huevos tienen zarcillos con los que se enganchan a objetos flotantes.
Su pesca tiene interés comercial, atrapados en la superficie con redes de arrastre mientras nadan en apretados bancos. Su carne tiene un excelente sabor, aunque alguna gente los evita debido a la presencia de múltiples pequeños huesos y al color verde que tienen estos huesos.

## Géneros
Existen treinta y cuatro especies agrupadas en diez géneros:
- Ablennes (Jordan and Fordice, 1887)
- Belone (Cuvier, 1816)
- Belonion (Collette, 1966)
- Petalichthys (Regan, 1904)
- Platybelone (Fowler, 1919)
- Potamorrhaphis (Günther, 1866)
- Pseudotylosurus (Fernández-Yépez, 1948)
- Strongylura (van Hasselt, 1824) - Agujones comunes
- Tylosurus (Cocco, 1833)
- Xenentodon (Regan, 1911) - Agujones de agua dulce de Asia